# Музичний інструмент
Музи́чний інструме́нт — інструмент, призначений для виконання музики. Будь-який інструмент, що здатний відтворювати звуки за певних умов і в певних музичних традиціях може бути використаним, як музичний. Наука, яка вивчає історію, культурні традиції та технічні особливості музичних інструментів, називається інструментознавством.

## Класифікація музичних інструментів
Основоположна класифікація, що базується на основних музичних інструментах, була розроблена французькими музикологами Ф. Ґевартом («Nouveau traite d'instrumentation», 1885), В. Ш. Маійоном (англ. Victora Charlesa Mahillona), та вдосконалена австрійськими вченими Е. М. фон Горнбостеля (англ. Ericha Moritza von Hornbostela) i К. Заксом (англ. Curta Sachsa), в 1914 році. Ця класифікація отримала назву Класифікації Горнбостеля-Закса. За цією класифікацією музичні інструменти поділяються залежно від джерела звуку наступним чином:
1. Ідіофони — джерелом звуку є коливання самого тіла інструменту, напр. дзвін, ксилофон, трикутник, тарілки, кастаньєти, гонги та ін.
2. Мембранофони — джерелом звуку є коливання натягнутої мембрани, по якій вдаряють руками або спеціальним приладом (паличками, калаталкою тощо). До мембрафонів належать барабани, литаври, том-томи та ін.
3. Хордофони — джерелом звуку є коливання натягнутої струни (або кількох струн). Залежно від способу, в який музикант видобуває звук зі струни, розрізняють:
  - щипкові — струна вщипується пальцем або спеціальним приладом. До щипкових відносяться: (арфа, клавесин, лютня, бандура, торбан, балалайка та ін.)
  - смичкові — звук видобувається за допомогою смичка́ (скрипка, альт, віолончель, контрабас, колісна ліра)
  - ударні — по струні вдаряють паличками або молоточками (фортепіано, цимбали, гуслі)
4. Аерофони — джерелом акустичних коливань є стовп повітря, замкнений у резонансному просторі стовбуру інструменту. Залежно від способу, в який виконавець збуджує коливання стовпа повітря, аерофони поділяються на:
  - флейтові, в тому числі:
    - окаринові (у вигляді посудин, напр. окарина)
    - поздовжні флейти — інструмент тримають у поздовжньому положенні. Розрізняють також одностовбурні інструменти (напр. блок-флейта, сопілка) та багатостовбурні (най, флейта Пана)
    - поперечні флейти — оркестрові флейти (див. флейта).

  - язичкові — коливання стовпу повітря збуджується тростиною, яка починає вібрувати під тиском повітря, що вдувається виконавцем. Розрізняють язичкові з однією тростиною, як, наприклад у кларнета чи саксофона, та подвійною, як наприклад у гобоя, фагота.
  - флейтово-язичково-клавішні, зі складною механікою, до яких відносяться орган, а також акордеони, баян тощо
  - Мундштучні — коливання збуджуються губами виконавця, що прикладаються до мундштука. Це — мідні духові — труби, тромбони, валторни, різноманітні роги, а також трембіта.

Пізніше, з розвитком технологій, в окремий вид музичний інструментів долучаються
- Електронні інструменти (електрофони), де звук генерується за допомогою електричних коливань. Серед них — терменвокс, хвилі Мартено, різноманітні синтезатори.

## Інструменти симфонічного оркестру

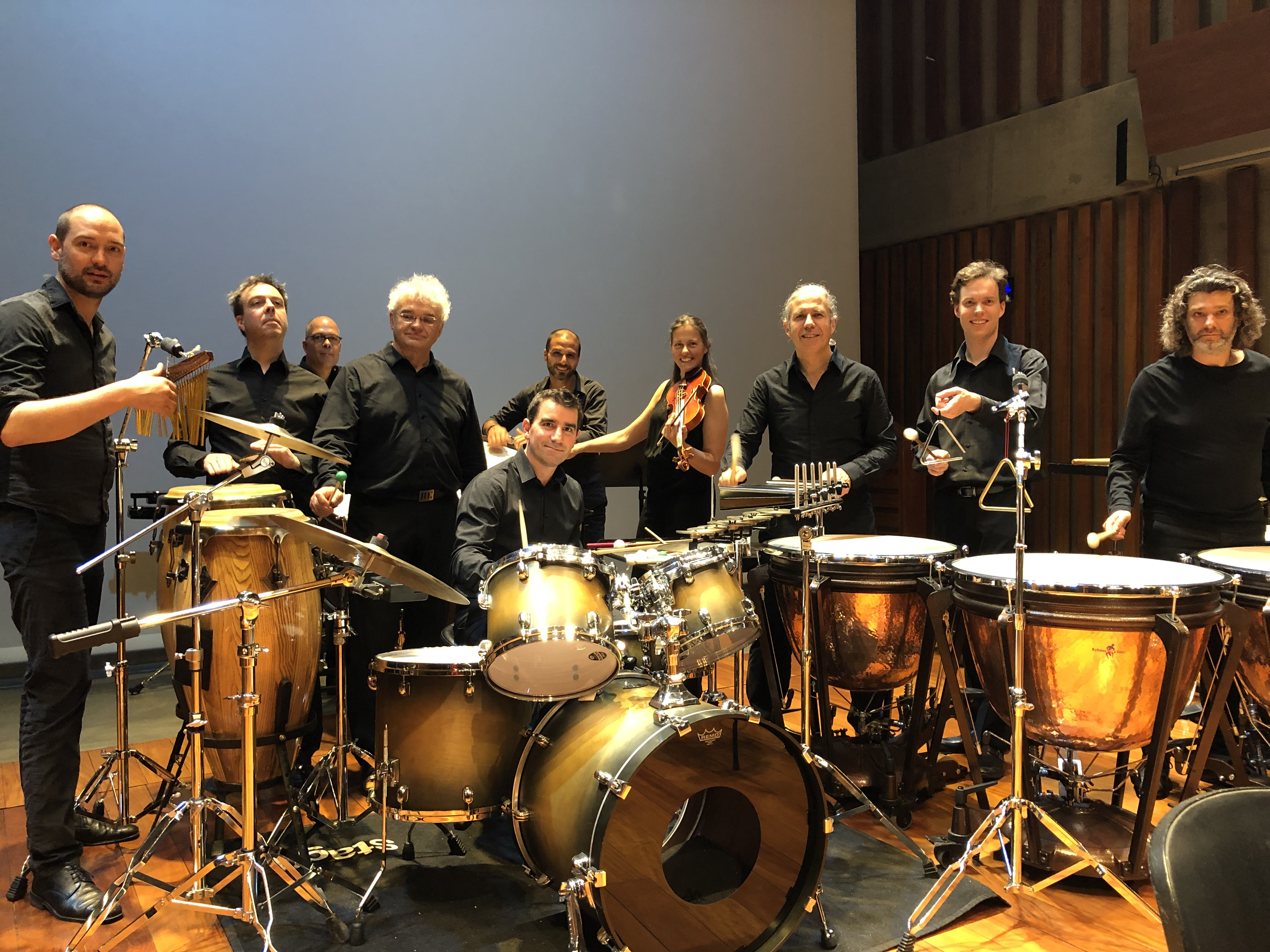
Ударні інструменти симфонічного оркестру

З розвитком професійного музичного мистецтва в Європі, протягом 16-19 ст. формується традиційний інструментарій симфонічного оркестру (історичний нарис див. оркестр).
Інструменти симфонічного оркестру традиційно поділяються на
- дерев'яні духові — Флейти та флейта-пікколо;
  - Гобої та англійський ріжок;
  - Кларнети, бас-кларнет та кларнет-пікколо;
  - Фаготи та контрафагот;
- мідні духові
  - Труби;
  - Валторни;
  - Тромбони;
  - Туба;
- Ударні
  - Серед найчастіше уживаних — Литаври;
  - Трикутник;
  - Бубон;
  - Кастаньєти;
  - Малий барабан;
  - Тарілки;
  - Великий барабан;
  - Там-Там;
  - Дзвони оркестрові;
  - Дзвіночки;
- Струнні
  - Скрипки;
  - Альти;
  - Віолончелі;
  - Контрабаси;

В окремому порядку (поза групами) в симфонічних оркестрах використовують арфу, фортепіано, челесту та інші інструменти.

## Українські народні музичні інструменти

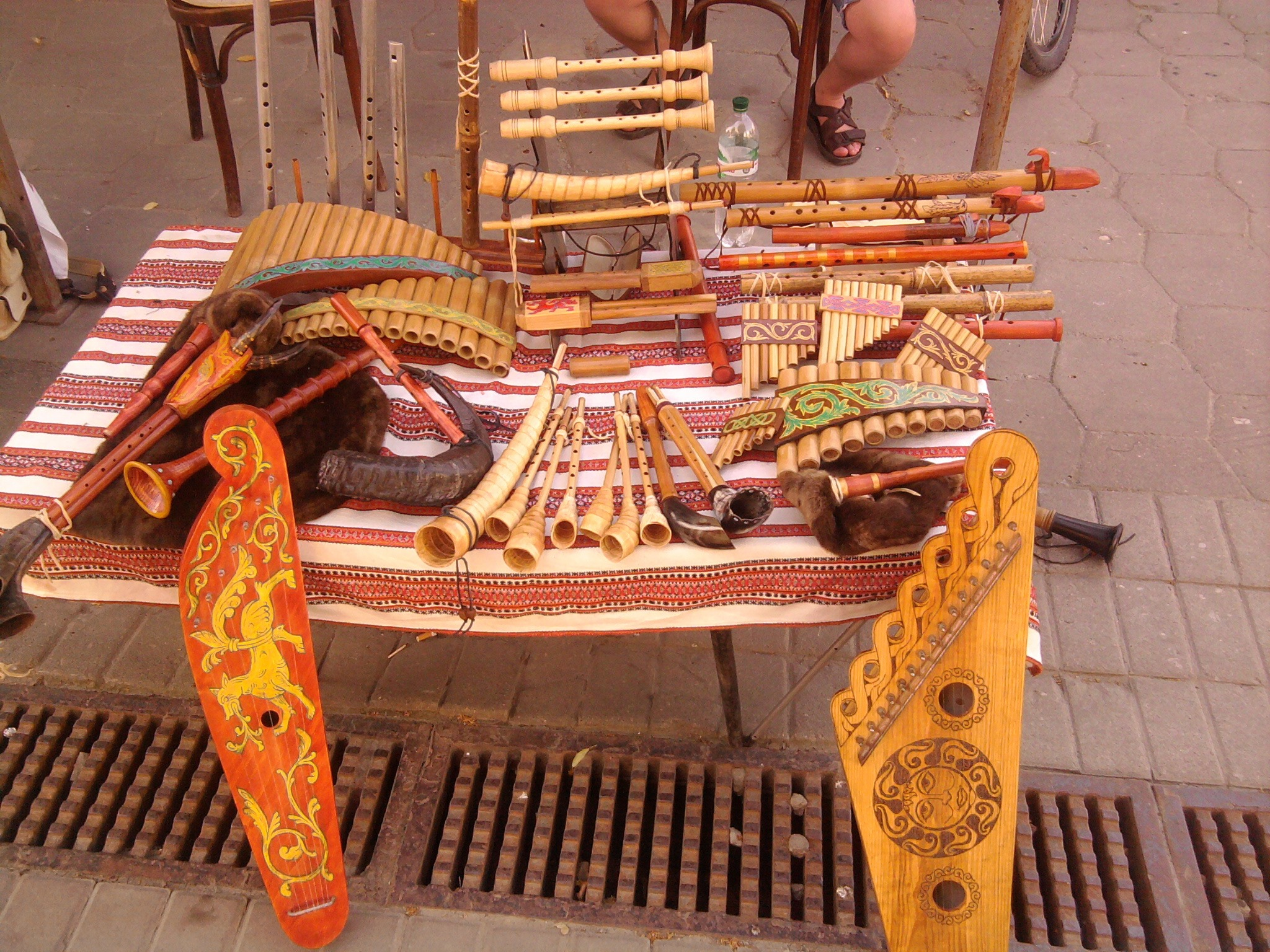
Музичні інструменти роботи майстра Віктора Іщука

Інструменти, створені носіями етносу для виконання творів музики. Музичні інструменти українців поділялися на ударні, духові та струнні.
До найдавніших ударних відносять бубон, бугай, тулумбас. Крім того, для створення шумових ефектів використовували деякі предмети побуту — підкову, рубель, качалку тощо. Бубон — дерев'яний обруч діаметром близько 50 см, на якому закріплювалась мембрана зі шкіри. В обручі робили прорізи, куди вмонтовували маленькі дзвіночки, металеві пластинки — брязкальця. На Запорізькій Січі набули великого поширення тулумбаси — металеві, часто мідні, казани, затягнуті шкіряною мембраною, по якій вдаряли дерев'яним молотком. Любили українці і бугая — інструмент у формі невеликого конусоподібного барильця. На мембрані був проріз, куди вставляли пучок кінського волосся («хвіст»). При смиканні його вологими пальцями добувався сильний звук, схожий на ревіння бугая (звідси походить і назва).
Співучий народ створив також цілий ряд духових інструментів: сопілку (денцівку, зубівку, флояру), трембіту, ріг, сурму, трубу, волинку. Найулюбленішою була сопілка — інструмент, виготовлений із калинової гілки, бузини, ліщини, очерету та ін. Довжина сягала 30-40 см, у нижньому кінці просвердлювали 5-6 дірочок. У західних регіонах побутували різновиди сопілки — денцівка, дводенцівка, флояра, а також трембіта — довга (до 3 м) конічна дерев'яна труба без отворів. Діаметр її поступово збільшувався від 25 до 60 см, утворюючи розтруб (голосницю). Така конструкція надавала трембіті потужного звучання. У козацьких полках бойовий запал піднімала сурма — дерев'яна трубка із 7-ма дірочками і розтрубом у нижній частині. Старовинним народним інструментом була волинка (коза, дуда), що виготовлялася із овечої чи козячої шкіри, трубок, клапанів, вставлених у міх.
Улюбленими струнно-щипковими інструментами були бандура, торбан (панська бандура), поширений серед козацької старшини, панства, духовенства. Торбан мав овальний, більш витягнутий, ніж у бандури, корпус, від 30 до 60 струн та приструнків. Значного поширення набули в Україні і цимбали. Їхня резонансна коробка має форму трапеції, над верхньою декою якої натягнуто струни. На цимбалах грали, ударяючи паличками по струнах.

## Діапазони музичних інструментів
В музичній практиці кожен інструмент, а також голос вокаліста характеризується діапазоном, що визначається нижньою і верхньою доступною для виконання нотою. Діапазони найпоширеніших музичних інструментів можна представити такою таблицею: